# Júnior Moraes
Aluísio Chaves Ribeiro Moraes Júnior (* 4. April 1987 in Santos) ist ein brasilianischer ehemaliger Fußballspieler, der auch einen ukrainischen Pass besitzt.

## Karriere

### Verein
Moraes begann seine Karriere in seiner Heimatstadt beim FC Santos. 2008 wurde er an die AA Ponte Preta verliehen. 2009 wechselte er zum Ligakonkurrenten EC Santo André. 2010 wechselte er nach Rumänien zu Gloria Bistrița. 2011 wechselte er in die Ukraine zu Metalurh Donezk, wo er jedoch nie eingesetzt wurde. Deshalb wechselte er im Sommer 2011 nach Bulgarien zu ZSKA Sofia, wo er Torschützenkönig wurde. 2012 kehrte er nach Donezk zurück. Nach der Auflösung des Klubs 2015 wechselte er zum Topklub Dynamo Kiew. 2018 kehrte er erneut nach Donezk zurück. Er kam mit dem Klub 2020 sogar ins Europa-League-Halbfinale wo Schachtjor aber gegen Inter Mailand mit 0:5 ausschied. Nach dem Überfall Russlands auf die Ukraine am 24. Februar 2022, verließ Moraes das Land und kehrte in seine Heimat zurück.
Im März 2022 unterzeichnete er einen Zweijahres-Kontrakt bei Corinthians São Paulo. Aufgrund von Verletzungen kam Júnior Moraes in der Folge nur zu wenigen Einsätzen. Im Juni 2023 verklagte er den Klub auf ausstehende Zahlungen. Dieser hätte zwar die Gehälter gezahlt, aber nicht die Tantiemen aus den Bildrechten für zwölf Monate. Nachdem die Klage veröffentlicht worden war, nannte ihn Corinthians Fußballmanager Alessandro Mori Nunes Anfang Juni einen „Feigling und Lügner“, als Moraes Reporter kontaktierte. Zu seiner Verteidigung sagte der Spieler, dass er versucht habe, die Angelegenheit mit dem Vorstand zu klären, aber keine Antwort erhalten habe. Vor Gericht haben sich die Parteien darauf, dass Corinthians 80 % der ursprünglichen Forderung von Júnior Moraes bezahlt, die 3,8 Millionen R$ betrug.

### Nationalmannschaft
Sein Debüt für die ukrainische Fußballnationalmannschaft gab er im März 2018 beim 0:0 gegen Portugal.

## Persönliches
Sein Bruder ist der Profifußballer Bruno Santos Moraes, der aktuell beim SC Canidelo in Portugal spielt.

## Erfolge
Santos
- Staatsmeisterschaft von São Paulo: 2007

Dynamo Kiew
- Ukrainischer Meister: 2015/16, 2016/17, 2017/18, 2018/19, 2020
- Ukrainischer Fußball-Supercup: 2016

Schachtar Donezk
- Ukrainischer Meister: 2018/19, 2019/20
- Ukrainischer Fußballpokal: 2018/19